# عبد الله أحمد نمران
عبد الله أحمد نمران هو شاعر يمني. ولد عام 1940 في مدينة مأرب. تلقى تعليمه الأولي في مأرب مسقط رأسه، ثم انتقل إلى مدينة صنعاء. عمل في القوات المسلحة للجمهورية العربية اليمنية منذ مطلع السبعينيات. وعمل كذلك في مجال الأعمال الحرة. له مساهمات في كتابة الشعر الغنائي، وتغنى بأشعاره الكثير من الفنانين منهم علي بن علي الآنسي وأحمد السنيدار وأيوب طارش عبسي.